# يوهان كارل لودفيغ شميد
يوهان كارل لودفيغ شميد (بالألمانية: Johann Carl Ludwig Schmid)‏ هو مهندس معماري ألماني، ولد في 12 سبتمبر 1780 في كوتبوس في ألمانيا، وتوفي في 4 سبتمبر 1849 في برلين في ألمانيا.